# خبرگزاری حریت
خبرگزاری حریت (انگلیسی: Hürriyet News) شرکت انتشارات ترک است، که در سال ۱۹۶۱ تأسیس شد.